# Volvo M40
Volvo M40 är en 4-växlad, manuell växellåda tillverkad av svenska Koping Engineering åt Volvo mellan 1961 och 1975. Växellådan fanns tillgänglig i personbilarna Volvo Amazon, PV544, P1800, Duett, 140, 240 samt i terrängfordonserien L3314.
En starkare version av växellådan, kallad M400, fanns tillgänglig i den 6-cylindriga Volvo 164:a modellen.

## M41
M40 fanns också tillgänglig med en elektrisk överväxel, och kallades då M41.